# Национальный стадион (Варшава)
Варшавский национальный стадион имени Казимежа Гурского (пол. Stadion Narodowy im. Kazimierza Górskiego w Warszawie), спонсорское название «ПГЕ Национальный» (пол. PGE Narodowy); до 2015 года (некоммерческое название до 2021 года) — «Варшавский Национальный стадион» (пол. Stadion Narodowy w Warszawie) — футбольный стадион в Варшаве, построенный на месте старого обветшалого «Стадиона Десятилетия» (долгое время использовавшегося в качестве самого большого базара в Европе). 
Строительство началось в 2009 и завершилось к концу 2011 года, открытие состоялось 16 декабря 2011.
Стадион предназначен для проведения футбольных матчей, несколько из которых прошли в рамках чемпионата Европы по футболу 2012 года, который совместно проводили Польша и Украина.
На стадионе проходил финальный матч Лиги Европы УЕФА сезона 2014/2015 а также Суперкубок УЕФА 2024.

## Описание
Вместимость нового стадиона составляет 64 500 человек, он оборудован выдвижной крышей, которая может превращать его в спортивный и концертный зал.

Спортивный комплекс, наряду со стадионом включает в себя: олимпийский плавательный бассейн с местами для 4000 зрителей и аквапарк, гостиницу и конгресс-холл, вместительную парковку на 8000 автомобилей непосредственно на территории стадиона и ещё 4000 на прилегающей территории.
В процессе реконструкции была восстановлена близлежащая железнодорожная станция «Стадион». 8 марта 2015 года открылась одноимённая станция на II линии метро, связывающей варшавскую Прагу с центром города.
В подтрибунных помещениях стадиона проводятся ежегодные выставки Hi-End аудиотехники «Audio Video Show». Также здесь проводят ряд других выставок, например, выставки LEGO или выставку суперкаров Ikony Motoryzacji.
Осенью 2020 г., во время второй волны коронавируса эти помещения главного стадиона Варшавы были переоборудоваваны под госпиталь для больных COVID-19.
Национальный стадион одновременно является и крупнейшей ареной Польши для проведения концертов. Рекорд посещаемости стадиона установил польский исполнитель Dawid Podsiadło, который 26 августа 2023 собрал на стадионе около 80 тыс. человек.

## Команды

### Сборная Польши
29 февраля 2012 года на стадионе впервые состоялась игра, сборной Польши, поляки встретились с португальцами. 

В рамках чемпионата Европы 2012 национальный стадион принял три матча группового этапа (в том числе матч открытия), четвертьфинал и полуфинал.

### «Легия»
Национальный стадион не стал новым домашним стадионом варшавского футбольного клуба «Легия», собственный стадион которого «Пепси-Арена» (он же стадион Войска Польского имени маршала Юзефа Пилсудского) подвергнется реконструкции и расширению до 33 000 мест, не закрываясь. Впрочем, «Легия» использует Национальный стадион для самых престижных матчей, первый из которых на стадионе состоялся 11 февраля 2012 в рамках Кубка Польши; противником «Легии» была «Висла» из Кракова.

## Матчи чемпионата Европы 2012 года, которые прошли на стадионе
Время местное
| Дата         | Время | Команда 1 | Счёт | Команда 2  | Стадия                   | Зрители | Голы                      | Судья                   |
| 8 июня 2012  | 18:00 | Польша    | 1:1  | Греция     | Группа A (матч открытия) | 56 070  | Левандовский; Салпингидис | Карлос Веласко Карбальо |
| 12 июня 2012 | 20:45 | Польша    | 1:1  | Россия     | Группа A                 | 55 920  | Блащиковский; Дзагоев     | Вольфганг Штарк         |
| 16 июня 2012 | 20:45 | Греция    | 1:0  | Россия     | Группа A                 | 55 614  | Карагунис; —              | Юнас Эрикссон           |
| 21 июня 2012 | 20:45 | Чехия     | 0:1  | Португалия | 1/4 финала               | 55 590  | —; Роналду                | Говард Уэбб             |
| 28 июня 2012 | 20:45 | Германия  | 1:2  | Италия     | 1/2 финала               | 55 540  | Озиль; Балотелли (2 гола) | Стефан Ланнуа           |